# Родин, Валерий Фёдорович
Валерий Федорович Родин (11 июня 1959, Барабинск, Россия — 19 ноября 1998, Москва) —  советский русский поэт и кинорежиссёр.

## Биография

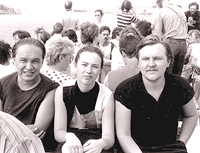
Хельсинки

Валерий Федорович Родин окончил среднюю школу в 1976 году. В этом же году поступил в Омский политехнический институт на полиграфический факультет, где проучился 3 года. Затем служил в армии. После армии уехал в Москву. C 1982 года по 1989 учился во ВГИКе (мастерская Игоря Таланкина, затем мастерская Анатолия Васильева).
С 1990 года по 1998 год работал в театре «Школа драматического искусства» Анатолия Васильева.

## Фильмография
- 1987 год — Окно;
- 1989 год — Записки из подполья по поводу мокрого снега;
- 1992 год — Дорога на Чаттанугу.
- 1994 год — Не идёт.

## Публикации
- Подборки стихов в журнале Юность 1983 и 1985 годов.